# Oudgelovigen
Oudgelovigen (Russisch: староверы; starovery), oudritualisten (Russisch: старообрядцы; staroobrjadtsy) of oudorthodoxen (Russisch: древлеправославные; drevlepravoslavnye) is een verzamelnaam voor traditionele christelijke groeperingen in Rusland die los zijn komen te staan van de Russisch-orthodoxe staatskerk door hun protest tegen de kerkelijke hervormingen van 1666-67. Deze hervormingen behelsden een aantal vernieuwingen in riten en teksten die bedoeld waren om de Russische kerk te uniformeren met de toenmalige Byzantijnse kerk.   Tot 1905 werden oudgelovigen door de staat en de Russisch-orthodoxe Kerk veelal aangeduid met het pejoratief raskolniki ("scheurmakers" of "schismatici"), naar het Raskol (schisma) van 1666-67 waarmee de scheiding tussen beide richtingen een feit was.
In het verleden is men er vaak van uitgegaan, dat in de Russische kerk na verloop van tijd door onjuiste vertalingen uit het Grieks en door vergissingen van incompetente kopiisten allerlei fouten in de kerkelijke boeken en riten waren geslopen, waardoor de Russische kerk op een aantal tekstuele en rituele punten was gaan afwijken van de Byzantijnse kerk. De toenmalige patriarch Nikon stelde vast dat de Russische liturgische traditie afweek van de Byzantijnse en voerde hervormingen door. Velen betwistten de juistheid en de legitimiteit van deze hervormingen en het kwam tot massale protesten, aangevoerd door onder meer de legendarische aartspriester Avvakoem Petrov. De kerkhervormingen werden evenwel bekrachtigd op het concilie van 1666-1667 in Moskou. De tegenstanders werden tot schismatici verklaard en vervolgd. In het midden van de 17e eeuw bestonden er inderdaad verschillen in teksten en riten tussen de Russische kerk en de overige orthodoxe Kerken. Tegen het einde van de 19e eeuw heeft wetenschappelijk onderzoek aangetoond dat deze echter niet op bovengenoemde manier zijn ontstaan.

## De typica van Studion en Jeruzalem

Het Russisch-orthodoxe Kruis Alleen het zg. achtpuntige kruis wordt door de oudgelovigen als vereringswaardig erkend.

Toen Rusland in 988 gekerstend werd, brachten de geestelijken uit Constantinopel het zg. Studietse typicon (een kerkreglement) mee, opgesteld door de heilige Theodorus de Studiet (759 - 826), abt van het Studion klooster in Constantinopel. Later is in het gehele Byzantijnse Keizerrijk dit typicon vervangen door het zg. Jeruzalemse typicon, opgesteld door de heilige Sabbas de Gewijde (? - 532). Dit Jeruzalemse typicon was feitelijk een latere variant en aanpassing van de Studietse traditie aan die van de Palestijnse kloosters. Beide typica waren op hun beurt gebaseerd op de typica van Basilius de Grote (ca. 330 - 379) en Pachomius de Grote (? - 348).
In de 14e en 15e eeuw maakten twee metropolieten van Rusland, Photius en Kiprian, een begin met een geleidelijke overgang naar het Jeruzalemse typicon. Dit proces kwam tot stilstand doordat er na de Unie van Florence van 1439 geen Byzantijnse metropolieten meer in Rusland waren: het sluiten van de Florentijnse unie werd in Rusland als verraad aan de orthodoxie beschouwd en men verbrak de banden met Constantinopel. Het conservatieve Rusland heeft zo van het Jeruzalemse kerkreglement een aantal zaken niet overgenomen, waardoor er in Rusland een soort overgangstypicon ontstond, dat naast elementen van het Jeruzalemse typicon nog een aantal elementen van het Studietse typicon had behouden.
In het midden van de 17e eeuw kenden de Grieken het Studietse typicon niet meer en waren Nikon en de zijnen onvoldoende bekend met de kerkelijke paleografie. De varianten in de Russische teksten werden daardoor abusievelijk aangezien voor Russische innovaties of fouten die waren ontstaan door onjuist vertalen of overschrijven. Onderzoek heeft aangetoond dat juist het Studietse typicon veel vroegchristelijke en Oudbyzantijnse elementen bevatte. Voor het ontstaan van deze verschillen voert men ook factoren aan als de toegenomen Latijnse invloed in de Byzantijnse Kerk als gevolg van de kruistochten, de Florentijnse unie en de crisis in de Griekse wereld na de val van Byzantium in 1453, waardoor gaandeweg bij de Grieken een Nieuwgrieks Jeruzalems typicon ontstond.

## Hervorming op basis van het Nieuwgriekse typicon
Midden 17e eeuw was Rusland in oorlog met Polen en Turkije en in regeringskringen dacht men dat een groot orthodox rijk met de Russische tsaar als nieuwe Byzantijnse keizer en Nikon als patriarch van Constantinopel binnen afzienbare tijd een reële optie zou kunnen worden. Zowel tsaar Aleksej Michajlovitsj (1629-1676) als de patriarch werden in hun ambities gesteund door enkele patriarchen uit het Midden-Oosten. Deze wezen Nikon en de tsaar er echter op dat er rituele en tekstuele verschillen bestonden tussen de Russische en de Byzantijnse kerk en dat deze omstandigheid een obstakel zou kunnen worden bij een eventuele uniformering van alle orthodoxe kerken. Men besloot daarom de Russische boeken te vergelijken met de Griekse en eerstgenoemde te corrigeren aan de hand van de Griekse originelen als mocht blijken dat er sprake was van onjuiste vertaling uit het Grieks. Verschillende historici plaatsen dit streven naar uniformering tegen de achtergrond van bovengenoemde geopolitieke processen en wijzen op het politieke karakter van dit initiatief (Kapterev, 1913, 1914; Zenkovsky, 2006). Een vergelijkende analyse van de Russische kerkelijke boeken met de Griekse zou evenwel jaren minutieus wetenschappelijk onderzoek hebben gevergd en men heeft de resultaten hiervan nooit afgewacht.
In plaats van de Russische boeken met de Griekse te vergelijken, ordonneerde Nikon nieuwe vertalingen van liturgische boeken te maken naar typica die destijds werden gebruikt door de Grieken en die in Slavische vertaling inmiddels hun ingang hadden gevonden in Kiev. De orthodoxe christenen in het Ottomaanse Rijk hadden geen recht kerkelijke boeken te drukken en maakten noodgedwongen gebruik van rooms-katholieke typografieën in West-Europa. De liturgische boeken die Nikon liet vertalen waren eveneens gedrukt op typografieën van de jezuïeten in Rome, Venetië en Parijs. Deze boeken waren niet alleen gedrukt in Italië, maar waren daar ook samengesteld; bij de samenstelling van deze Griekse boeken greep men terug op bronnen van christenen in Zuid-Italië die lange tijd de Byzantijnse ritus aan hadden gehouden. In deze boeken waren echter geleidelijk veranderingen geslopen als gevolg van rooms-katholieke invloeden die deze christenen hadden ondergaan. De betrouwbaarheid en het orthodoxe gehalte van deze kerkelijke boeken golden daarom bij veel Grieken zelf als omstreden. Een groot aantal tegenstanders van de hervormingen was hiervan op de hoogte, maar hun bezwaren vonden geen gehoor.
Nikon riep twee concilies bijeen in Moskou. Voor het tweede concilie liet hij oosterse patriarchen naar Rusland komen om de autoriteit van dit concilie te vergroten. Op dit concilie van 1666-1667 diende het standpunt van de hervormingsgezinden dat de oude Russische ritus en boeken niet zuiver orthodox zijn als rechtvaardiging deze te vervloeken en de nieuwe boeken en riten te bekrachtigen. De besluiten van dit concilie betekenden voor velen een veroordeling en ridiculisering van het verleden van de Russische kerk en haar tradities. Velen zagen de theorie over Moskou als het Derde Rome ondergraven: Rusland bleek niet de hoedster van de orthodoxie te zijn geweest, maar een opeenhoping van grove liturgische fouten. Voor de tegenstanders van de hervormingen werd de zingeving van de Russische geschiedenis tenietgedaan door de besluiten van dit concilie.

## Nieuwe teksten en riten

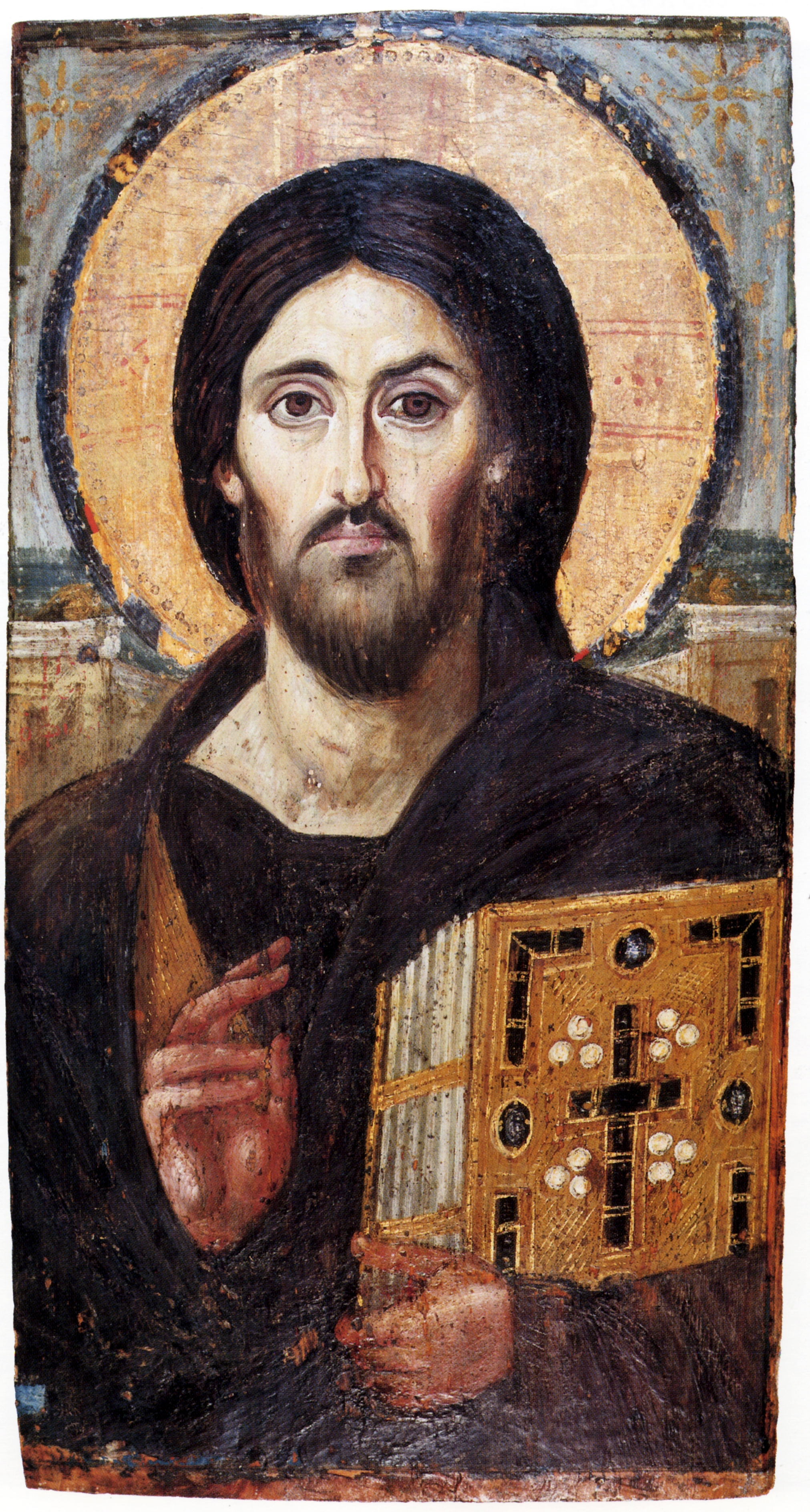
Icoon van Christus uit de 6e eeuw (bewaard in het Grieks-Orthodoxe Sint Catharina-klooster in de Sinaïwoestijn, Egypte) waarop Hij zegenend is afgebeeld. Dit is tevens het kruisteken zoals de oudgelovigen dat nog steeds maken. De twee vingers staan voor de dualiteit van de Christus: God en mens; de drie vingers symboliseren de Heilige Drie-eenheid.

De hervormingen betroffen zowel teksten als riten. Een van de voornaamste hervormingen betrof het kruisteken, dat nu niet meer met twee, maar met drie vingers gemaakt werd. Drie samengebrachte vingers staan voor de heilige Drie-eenheid, terwijl twee gestrekte vingers staan voor de twee naturen van Christus - Zijn goddelijke en Zijn menselijke natuur. De tegenstanders van het nieuwe kruisteken wezen er in dit verband op dat niet de Drie-eenheid, maar Christus was gekruisigd en dat een kruisteken met twee vingers theologisch gezien daarom adequater was. Van een tweevoudig alleluja ging men over op een drievoudig alleluja, bij processies ging men nu tegen de zon in, in plaats van met de zon mee, de naam Jezus werd van Isoes veranderd in Iisoes, de liturgie werd in plaats van met zeven nu met vijf prosforen gecelebreerd, enz.
Met name in het verleden werd deze kwestie niet zelden afgedaan als een obscurantistisch, fanatiek geloof in rituelen dat een zinloos lijden tot gevolg had. Men beweerde dat de hervormingen alleen betrekking hadden op uiterlijke, rituele zaken en dat de oudgelovigen niet in staat waren bijzaken van hoofdzaken te onderscheiden. De oudgelovigen zijn van mening dat daarbij wellicht te makkelijk wordt uitgegaan van het axioma dat vorm altijd ondergeschikt is aan inhoud. Vele gelovigen vonden destijds dat met het vervloeken van de oude riten en teksten het geloof in zijn wezen geraakt werd. Voor hen werden geloofswaarheden die vanaf de eerste eeuwen hun uitdrukking in een aantal rituelen gevonden hadden, geweld aangedaan. Voor het behoud van een "microklimaat" waarin de mens zijn ziel kan redden is niet alleen het volgen van Christus' geboden noodzakelijk, maar ook een zorgvuldig bewaren van de kerkelijke overlevering, die de spirituele kracht en ervaring van vele eeuwen in zich bergt en die haar weergave gekregen heeft in verschillende vormen die weliswaar uiterlijk, maar niet willekeurig of toevallig zijn.

## Vervolgingen na het schisma
Uniformering van de Russische Kerk met de overige orthodoxe Kerken achtten tsaar en patriarch, hiertoe aangemoedigd door enkele oosterse patriarchen, noodzakelijk en de hervormingen werden consequent doorgevoerd. Kritisch gestemde geestelijken werden veelal niet aan het woord gelaten; vele geestelijken werden verbannen. Enkelen werden in het geheim geliquideerd, zoals bisschop Pavel van Kolomna. De conservatieve oppositie verwierp deze hervormingen en bestempelde ze als ketters. De meest radicalen onder hen beweerden dat met deze hervormingen de kerk in de handen van de antichrist viel. Vooral onder hen die later "priesterlozen" werden genoemd, was deze leer wijdverbreid.
Onder leiding van aartspriester Avvakoem Petrov (1620/1621-1682), voerden de tegenstanders fel oppositie tegen de gevestigde kerkelijke hiërarchie en de door haar doorgevoerde hervormingen. De staatskerk liet de meest actieve tegenstanders van de hervormingen oppakken en een aantal van hen werd na enkele jaren geëxecuteerd, onder wie aartspriester Avvakoem, in 1682.

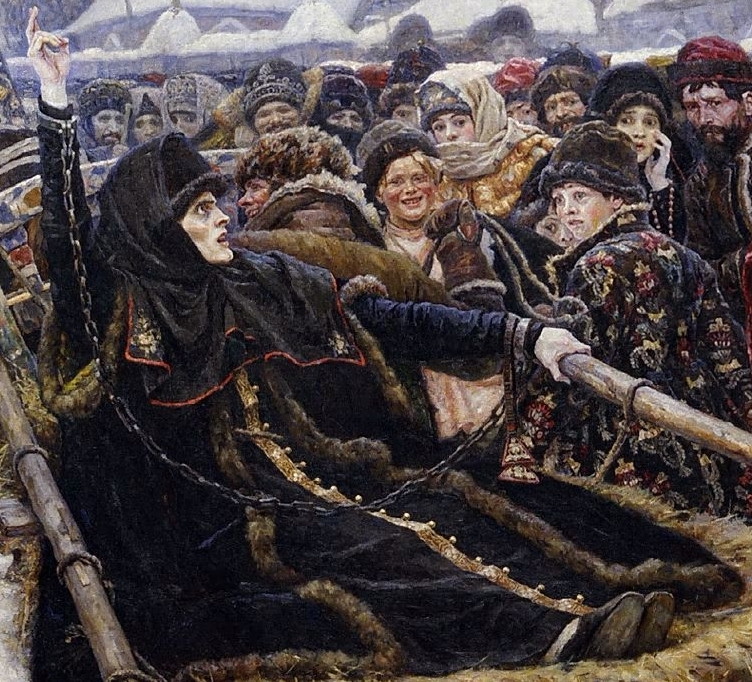
Fragment van het schilderij Bojarynja Morozova van Vasili Soerikov dat de vervolging van de oudgelovigen toont. Ze houdt twee gekruiste vingers omhoog om aan te geven wat de juiste manier is volgens de oudgelovigen om het kruisteken te maken, namelijk met twee vingers in plaats van drie. (Volledig schilderij)

Na 1685 begon een periode van vervolgingen die tot 1905 zou duren, waarin tienduizenden terecht zijn gesteld. De oudgelovigen hadden veel aanhangers onder alle lagen van de Russische bevolking: adel (bojarynja Morozova), kooplieden, ambachtslieden, boeren en kozakken. Door de grootschalige vervolgingen die tegen hen werden ingesteld, trokken velen naar het vrije oosten, de Oeral en Siberië, waar de invloed van de kerk niet zo groot of zelfs afwezig was. In de 17e eeuw vestigden zich veel oudgelovigen net over de Russische grens om zo de vervolgingen te ontlopen. Vooral op het gebied van de toenmalige Donaumonarchie hebben zich veel oudgelovigen gevestigd, waar ze nog altijd wonen, in Moldavië en in Roemenië. Hier is de zusterkerk gevestigd van de Russisch orthodoxe oudritualistische kerk, die in Braǐla haar hoofdzetel heeft. De oudgelovigen in Zuidoost-Europa heten Lipovanen, een naam die etymologisch onopgehelderd is.
Bij het vervolgen van de tegenstanders van de kerkhervormingen maakte de staatskerk gebruik van de machtsmiddelen van de overheid, wat velen sterkte in hun oppositie. De meest radicalen gaven zich over aan zelfverbranding, een groter aantal tegenstanders van de kerkelijke hervormingen is echter door de staat op de brandstapel gezet. De vervolgingen konden luwen of oplaaien. In de tijd van Peter de Grote namen de vervolgingen af, maar moesten oudgelovigen een aparte belasting betalen voor het dragen van een baard. Onder tsaar Nicolaas I nam de vervolging weer toe en werden vele kerken en gebedshuizen gesloten.
Onder tsaar Nicolaas I werden aan seminaries missionarissen opgeleid om te discussiëren met oudgelovigen en hen te bewegen zich aan te sluiten bij de staatskerk. Vanaf het midden van de 19e eeuw is door deze missionarissen veel polemische literatuur gepubliceerd. In deze tijd werden het schisma en de oudgelovigen voorgesteld vanuit het standpunt van de Russisch-orthodoxe synodale staatskerk, die over deze kwestie tot 1905 feitelijk een informatiemonopolie had.
In 1905 ondertekende tsaar Nicolaas II een wet die voorzag in meer vrijheden voor religieuze groeperingen in het Russische rijk. Dankzij deze wet kregen de oudgelovigen het recht processies te houden, klokken te luiden, geloofsgemeenschappen te organiseren en kerken te bouwen. De tsaar verbood andermaal oudgelovigen aan te duiden als raskolniki (schismatici). De periode van 1905 tot 1917 wordt wel "de gouden eeuw van het oudgelovigendom" genoemd. In deze tijd had de Russisch-orthodoxe oudritualistische kerk meer dan vijf miljoen leden, twintig bisdommen en meer dan 2000 parochies en gemeenschappen van gelovigen. In deze twaalf jaar zijn over heel Rusland meer dan duizend kerken gebouwd. Enkele nieuwe kerken in Moskou hadden iconostases die bedekt waren met gedreven zilver en die vol hingen met Novgorodse iconen uit de 13e en 14e eeuw, afgestaan door oudgelovige industriëlen-mecenaten. Naar schattingen was ca. 60% van het industriële kapitaal in Rusland destijds geconcentreerd bij oudgelovigen, onder wie klinkende namen als Morozov, Rachmanov, Mamontov, Rjabusjinskij en Soldatjonkov.
Her en der verschenen scholen van en voor oudgelovigen, waar kinderen door priesters les werd gegeven in catechismus. Een theologisch instituut werd opgericht en oudgelovigen konden vrijelijk boeken uitgeven. Desondanks bleef een aantal wettelijke beperkingen voor hen van kracht: oudgelovigen mochten nog steeds geen openbare ambten bekleden en oudgelovige leraren mochten geen les geven op staatsscholen. Toch nam de invloed van de oudgelovigen in de Russische maatschappij toe. Meer mensen kregen oog voor het oude geloof. In kerkelijke bladen van oudgelovigen stonden vaste rubrieken waarin actuele vraagstukken op het gebied van theologie, filosofie, kunst en wetenschap werden besproken. Daaruit spreekt een duidelijke wens actief deel te nemen aan de Russische samenleving en om een eigen inbreng te hebben in het functioneren van de maatschappij. Deze "gouden eeuw" duurde nauwelijks dertien jaar, tot 1917.

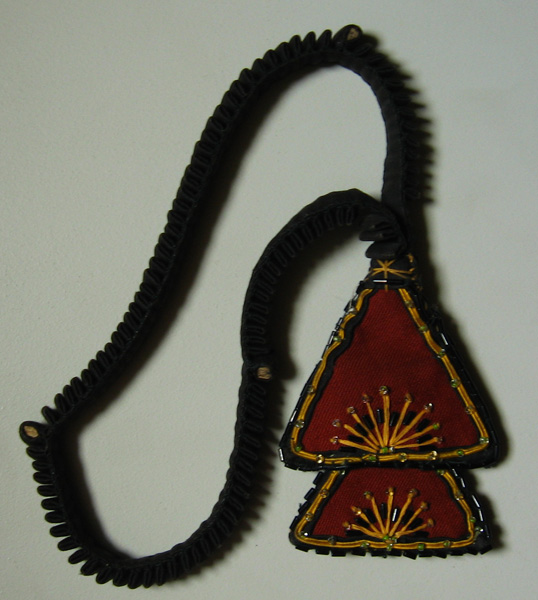
Een lestovka, versierd met kralen.

## Scheuringen onder de oudgelovigen

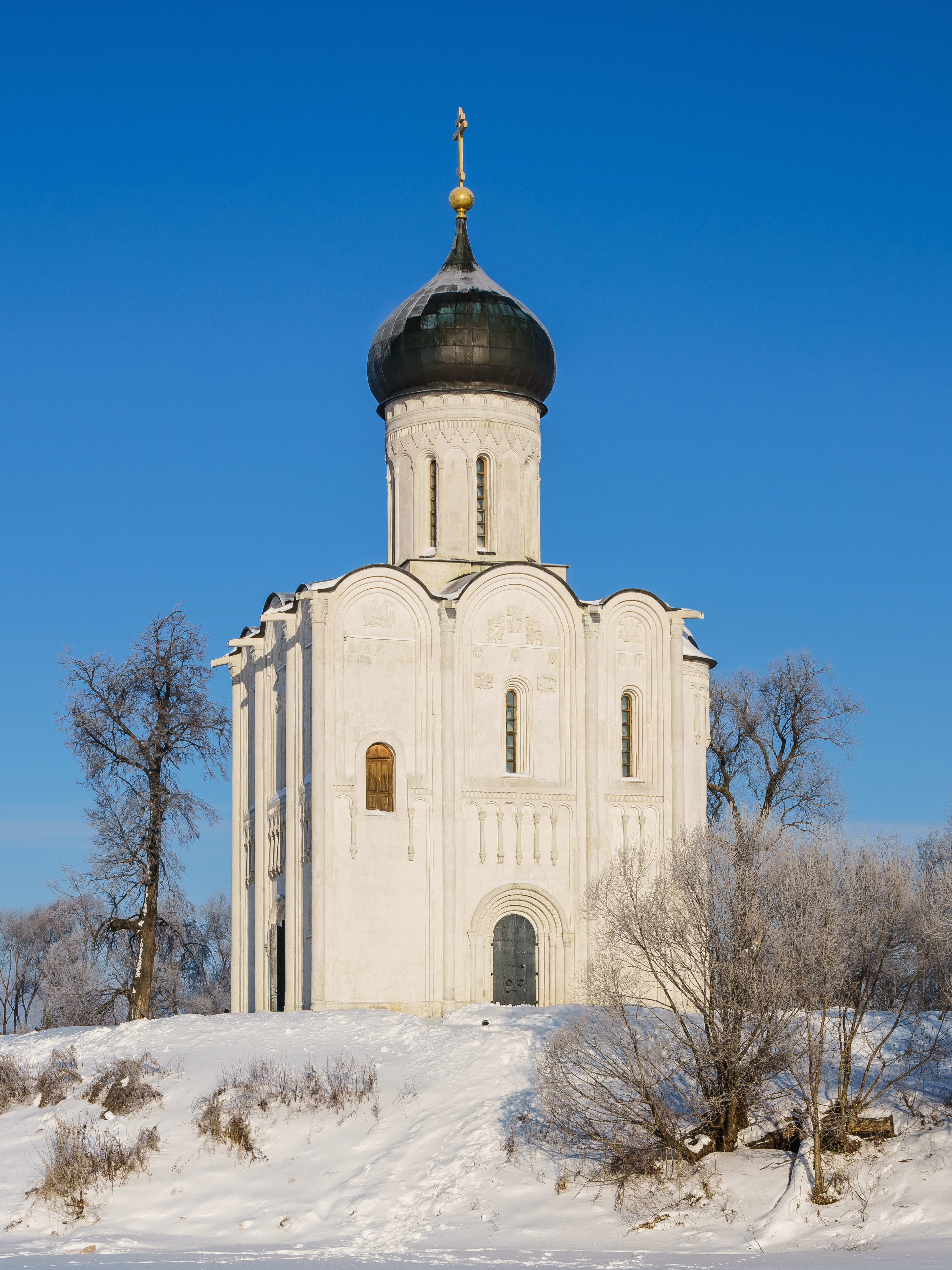
Pokrovkerk aan de Nerl (1165) bij Bogoljoebovo, met de voor veel Russisch-orthodoxe kerken kenmerkende 'uienkoepel'. Dit geldt als schoolvoorbeeld voor Oudrussische architectuur; veel kerken die de oudgelovigen na 1905 mochten bouwen zijn in deze stijl gerealiseerd.

Ondanks de vervolgingen waren kort na het schisma nog genoeg priesters over die het oude geloof trouw gebleven waren. Omdat behalve bisschop Pavel van Kolomna echter geen van de bisschoppen loyaal gebleven was aan de oude boeken en riten, zouden er binnen afzienbare tijd geen priesters van de oude wijding meer overblijven. Tegen de achtergrond van dit dilemma ontstonden er twee principieel verschillende richtingen: de priesterlijke oudgelovigen (popovtsy) en de priesterlozen (bespopovtsy).

### Priesterlijke oudgelovigen
De priesterlijke oudgelovigen vormden de meer gematigde, conservatieve oppositie en streefden naar een zo volledig mogelijke voortzetting van het kerkelijke leven van vóór de hervormingen. Zij erkenden priesters van de officiële staatskerk die zich bij hen aan hadden gesloten en die de hervormingen van Nikon hadden afgezworen. In 1846, juist toen onder tsaar Nicolaas I de vervolgingen weer oplaaiden, vond men een Griekse bisschop, Ambrosius (Amvrosij), die bereid was tot het oude geloof toe te treden. Zo kon de hiërarchie met diakons, priesters en bisschoppen worden hersteld.
Deze richting ging de hiërarchie van Belaja Krinitsa heten, genoemd naar het klooster van Belaja Krinitsa (nu in Oekraïne). Sinds 1988 bestaat deze kerk uit twee autocefale kerken met ieder een metropoliet: een in Braǐla (Roemenië) en sinds 1988 een in Moskou. Deze kerk had in het jaar 2000 naar schatting 900.000 leden en is daarmee de grootste. Niet alle priesterlijke oudgelovigen erkenden de hiërarchie van Belaja Krinitsa (naar oudgelovigen beweren niet zonder intriges van de zijde van de Russische synodale staatskerk die fel gekant was tegen het ontstaan van een zelfstandige oudgelovigenhiërarchie) en bleven gebruikmaken van overgelopen priesters. Zij werden daarom беглопоповцы (beglopopovtsy) genoemd (van beglyj - ontsnapt). Deze kerk heeft in de jaren twintig van de 20e eeuw alsnog een eigen hiërarchie gekregen – de hiërarchie van Novozybkov – en heeft haar hoofdzetel eveneens in Moskou.
Qua theologie en kerkelijke structuur wijken de priesterlijke oudgelovigen hoegenaamd niet af van de andere oosters-orthodoxe kerken: men erkent dezelfde zeven oecumenische concilies, men kent dezelfde zeven sacramenten en men kent de apostolische successie.

### Priesterloze oudgelovigen
De radicale oppositie verzamelde zich in de groeperingen van de priesterloze oudgelovigen. Deze radicalere elementen, waaronder al vóór de hervormingen sterke eschatologische en antiklerikale stemmingen heersten, waren van mening dat de ware orthodoxe kerk op aarde was opgehouden te bestaan, door toedoen van de antichrist (zij hielden eerst patriarch Nikon voor de antichrist, later tsaar Peter de Grote). Daarmee waren volgens hen ook alle sacramenten opgehouden te bestaan. Het waren met name aanhangers van deze richtingen die zich overgaven aan zelfverbranding, in hun overtuiging dat het einde der tijden was gekomen. Zij stelden dat iedereen die hun leer niet navolgt, niet bidt tot Christus, maar tot de antichrist. Deze radicale oudgelovigen hingen leerstellingen aan die de orthodoxe kerk nooit had gekend en die geen deel uitmaken van het gedachtegoed van de orthodoxie.
De priesterlozen vielen uiteen in talloze gezindten en sekten, waarvan de meeste inmiddels verdwenen zijn. De grootste gezindten zijn de Pomory, de Feodosianen, de Filippovtsy en de Tsjasovennoje gezindte. Zij komen bijeen in gebedshuizen en hebben van de sacramenten alleen de doop en de biecht overgehouden.

## Wetenschappelijk onderzoek
In academische kringen was tot het midden van de 19e eeuw het heersende standpunt dat de oud-Russische ritus was geperverteerd door fouten van incompetente kopiisten en onjuiste vertalingen en dat de hervormingen van patriarch Nikon daarom legitiem waren. Nadien zijn verschillende geleerden, met name kerkhistorici, byzantologen, liturgisten en theologen, zich gaan interesseren voor de oorzaken van het schisma en zijn achtergronden. Hun onderzoeken, gebaseerd op intensief bronnenonderzoek in archieven, hebben aangetoond dat de theorie over de onjuistheid van de oude ritus en teksten onhoudbaar is. (Hun bevindingen zijn verkort weergegeven in bovenstaand hoofdstuk De typica van Studion en Jeruzalem.) Onder deze wetenschappers waren o.a. de professoren A.A. Dmitrijevskij, N.F. Kapterev, A.V. Kartasjov en de bekende kerkhistoricus E.E. Goloebinskij; allen waren zij lid van de Keizerlijke Academie van Wetenschappen, Goloebinskij en Kapterev waren werkzaam aan de Moskouse Geestelijke Academie van de staatskerk. Deze geleerden hadden aangetoond dat zowel de oude teksten als rituelen teruggingen op zeer oude Grieks-Byzantijnse bronnen.
Gelet op de visie van het schisma zoals die door de staatskerk uitgedragen werd, veroorzaakten de conclusies van hun onderzoeken destijds een sensatie in academische kringen. Ze werden echter aangevochten door het conservatieve establishment, waaronder hooggeplaatste functionarissen (o.a. K.P. Pobedonostsev, de opperprocureur van de Heilige Synode) en hooggeplaatste geestelijken van de Synodale Staatskerk; veel publicaties over dit thema werden tot 1905 gecensureerd of tegengehouden.
Veel geleerden die zich met de geschiedenis van de Russische kerk en met name van het schisma hebben beziggehouden trekken in hun publicaties de juistheid van de talloze wijzigingen in twijfel. In plaats van "de Zoon" werd voortaan "Christus" geschreven, in plaats van "het Kruis" "het hout" en omgekeerd. Het psychologische effect van deze met dwang doorgevoerde hervormingen is door de Russische historicus N.F. Kapterev "rampzalig" genoemd. Volgens hem ondermijnden ze bij het volk de notie van de zuiverheid van de orthodoxie en het geloof als zodanig en zouden ze in kerkelijke en spirituele zin geen constructieve uitwerking hebben gehad.

## Liturgische bijzonderheden

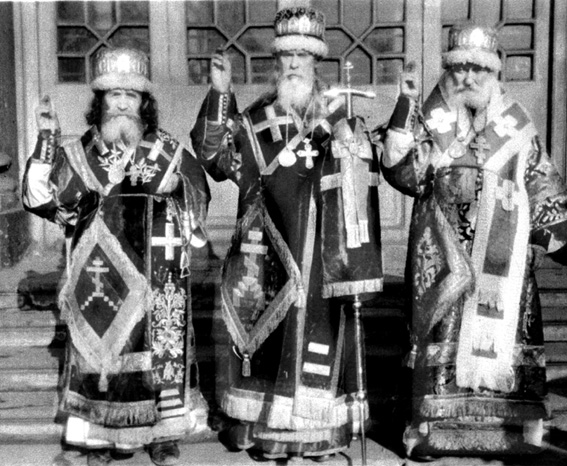
Aartsbisschop Irinarch van Moskou en geheel Rusland (1940-1952), links geflankeerd door de legendarische bisschop Gerontij (Lakomkin). Pas in 1988 kregen de oudgelovigen in Rusland een eigen metropoliet.

De oudgelovigen hebben met hun afwijzing van de hervormingen het kerkelijke en spirituele leven voortgezet zoals dat was vóór 1666 en daarmee hebben ze een bijzondere sfeer behouden, die in hun kerken vaak voelbaar aanwezig is. Men maakt hier onverkort gebruik van het overgangstypicon met Studietse elementen zoals dat tot het midden van de 17e eeuw in Rusland gebruikt werd.
Men erkent uitsluitend de doop door middel van drie onderdompelingen in water. De diensten beginnen en eindigen met het zg. natsjal ("begin"): korte, vaste gebeden waarbij zeven buigingen worden gemaakt. De mannen, van wie velen gekleed in een donkere kaftan, staan rechts; de vrouwen, met grote witte hoofddoek en vaak gekleed in een sarafan, staan links. De armen houdt men gekruist op de borst, waarbij men in de linkerhand een zg. лестовка (lestovka; zie illustratie) vasthoudt, een gebedsriem, meestal van leer. Voor het maken van zg. grote buigingen (waarbij men knielt en hoofd en handen op de grond komen) gebruikt men een zg. подручник (podroetsjnik), een klein vierkant kleedje. In de vormen van de lestovka en de podroetsjnik zijn verschillende geloofswaarheden symbolisch weergegeven.
Men zal hier alleen achtpuntige kruizen aantreffen; alleen op de liturgische gewaden zijn vierpuntige kruizen aangebracht. Het kruisteken wordt met twee vingers gemaakt: drie vingers (de duim en de twee laatste vingers) brengt men samen in de naam van de Heilige Drie-eenheid, en twee (wijs- en middelvinger) houdt men gestrekt in de naam van de twee naturen van Christus – de goddelijke en de menselijke, waarbij de middelvinger iets wordt gebogen, als teken dat God naar de aarde gekomen is. Van de gelovigen bidt niemand voor zich, men bidt gezamenlijk en maakt tegelijk het kruisteken, op belangrijke momenten in de dienst. Een zekere sentimentaliteit die men in iconen en interieur van sommige Russische kerken nog weleens wil aantreffen, zal men hier niet vinden. De oudgelovigen erkennen geen iconen die zijn geschilderd in een zoetige, academische stijl en niet zelden kan men er zeer oude iconen zien.

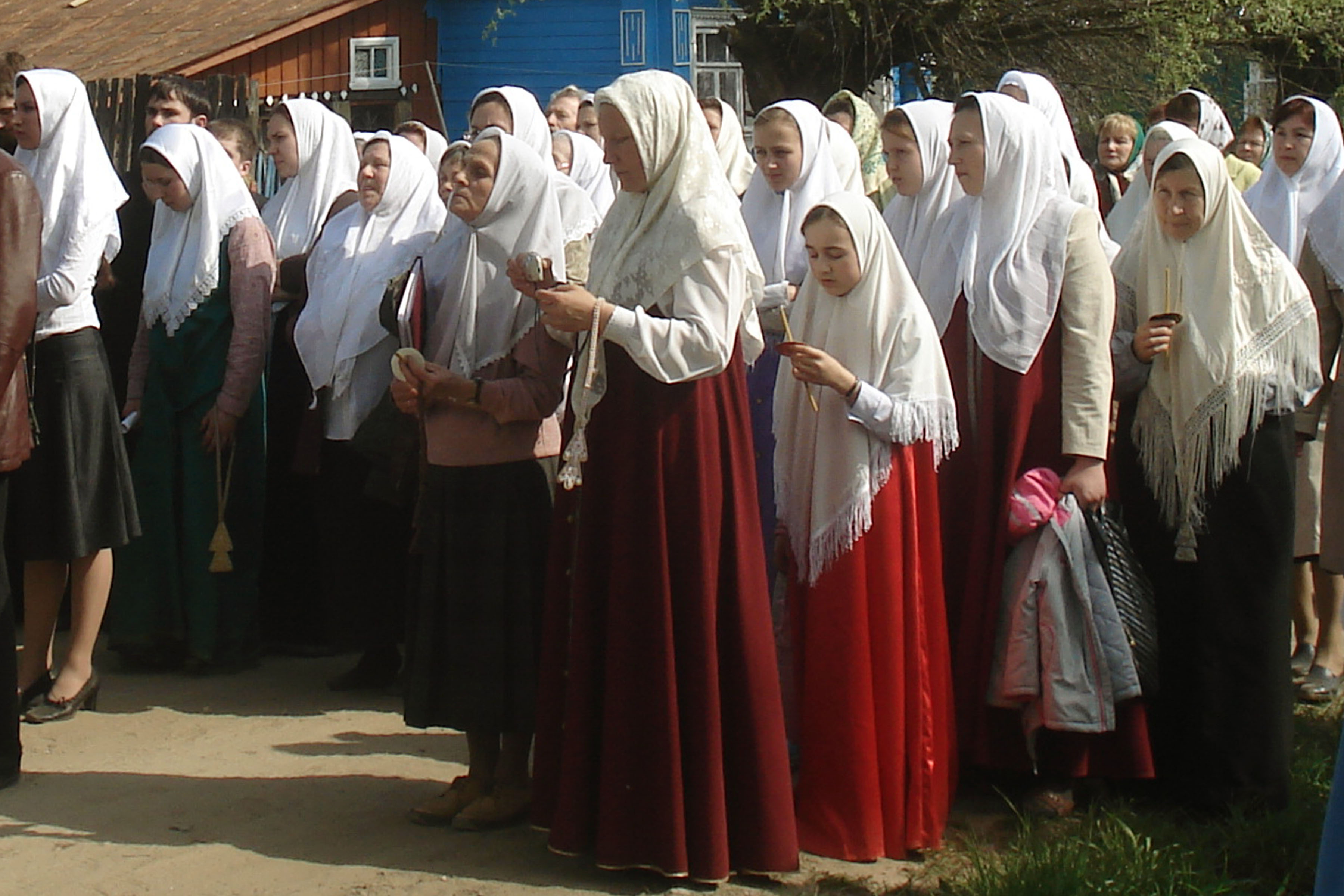
Oudgelovige vrouwen tijdens een processie; op de voorgrond is de vrouwelijke variant van de lestovka goed te zien.

De oudgelovigen zijn trouw gebleven aan de Oudbyzantijnse kerkzang die men destijds vanuit Constantinopel naar Rusland heeft gebracht, de zg. Znamennyj zang. Musicologisch onderzoek heeft aangetoond, dat de kerkzang van de oudgelovigen weinig veranderingen heeft ondergaan sinds de 10e eeuw. Deze zang is eenstemmig en is gebaseerd op niet-chromatische harmonieën en kent een eigen notatiesysteem, de zg. крюки (krjoeki), die feitelijk neumen zijn. Men onderscheidt meerdere typen zang (melodieën): de zg. Kleine en Grote znamennyj raspev (zang), de Stolpovoj raspev en de zg. demestvennyj en de poetevoj raspev; de laatste twee zijn van later datum. De melodische lijn van de gezangen is vloeiend en evenwichtig golvend. Het belangrijkste kenmerk van deze zang is de ondergeschiktheid van melodie en ritme aan de tekst en de gebedsinhoud. Deze zang is verschoond van alle passie en effect, maar niet emotieloos. Men werkt altijd met een rechter- en een linkerkoor, die beurtelings zingen.

## Leefwijze

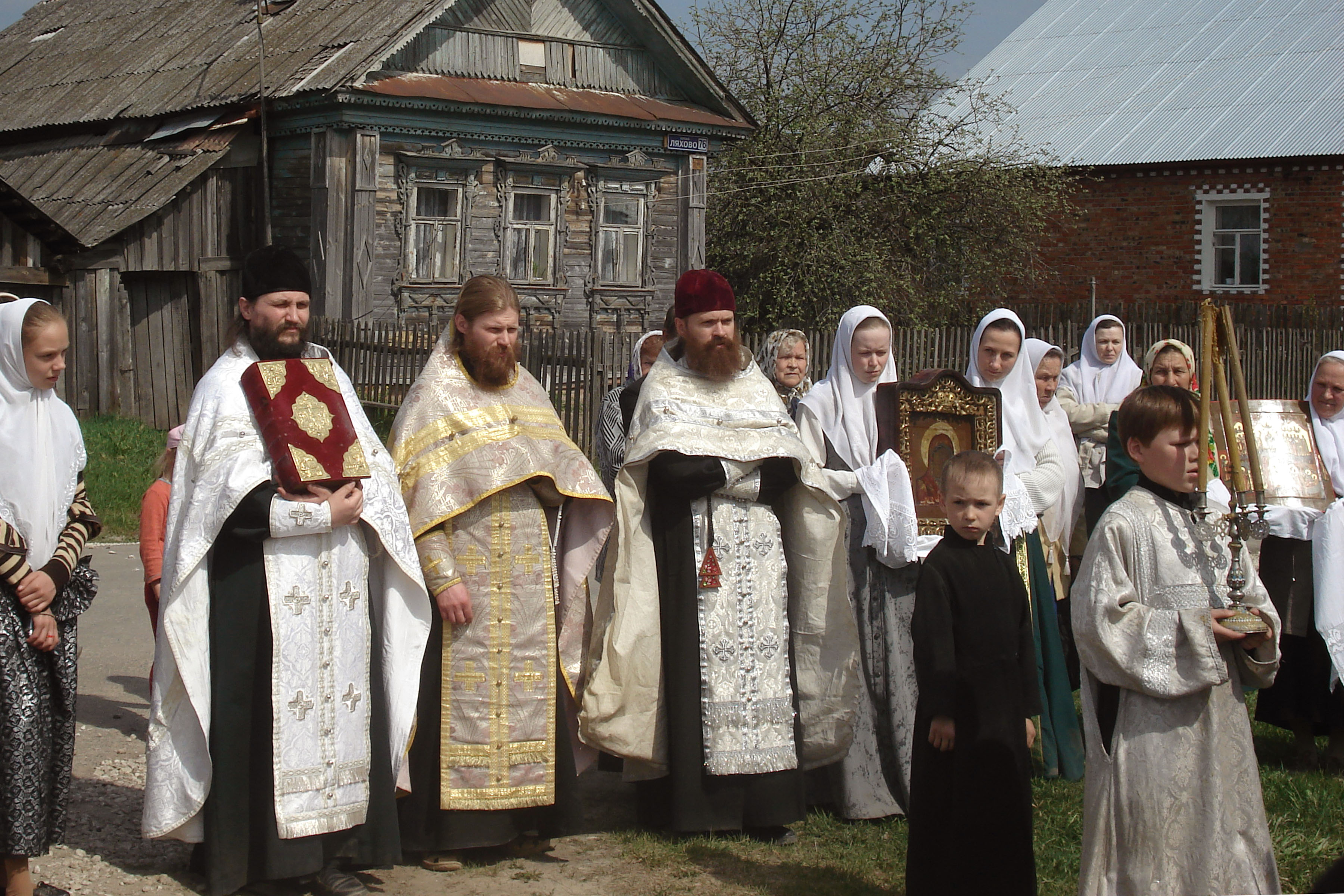
Oudgelovigen tijdens een processie; drie priesters staan in het midden, de linker houdt het Evangelie vast. Rechts is te zien hoe vrouwen iconen meedragen; uit eerbied voor de iconen worden deze met doeken vastgehouden, nooit met blote handen.

Praktiserende oudgelovigen neigen vaak naar een patriarchale, traditionele manier van leven. Onder oudgelovigen komen veel grotere gezinnen voor. Het is niet uitzonderlijk in deze kringen als ouders tussen de vijf en tien kinderen hebben. Ook komen er wel gezinnen voor met meer dan tien kinderen, vooral in de provincie. De oudgelovigen, net als andere oosters orthodoxen, vinden op grond van het christelijk geloof dat mannen en vrouwen wel gelijkwaardig zijn, maar niet gelijk. Een vrouw heeft meestal een andere taak dan een man, hoewel 70 jaar Sovjetbewind ertoe geleid heeft dat in de grote steden ook veel vrouwen werken. De verschillen tussen man en vrouw komen tot uitdrukking in bijvoorbeeld kleding en het dragen van een baard door mannen. In oudgelovigenkringen wordt duidelijk onderscheid gemaakt tussen mannen- en vrouwenkleding. Voor de oudgelovigen moet een vrouw een rok of jurk dragen en geen broek. De man moet in zijn kleding vooral netheid en correctheid uitstralen. Kleding die aanstoot kan geven wordt door de oudgelovigen afgewezen. 

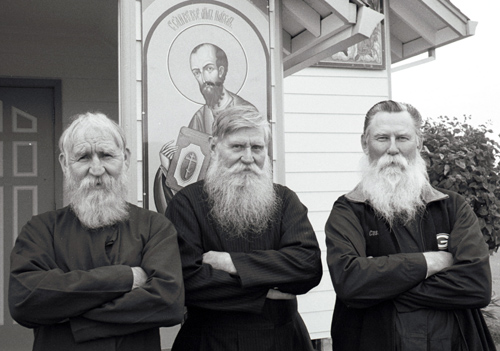
Russische oudgelovigen in Woodburn, Oregon (VS). Oudgelovigen beschouwen het scheren van de baard als een grote zonde; dit vloeit voort uit het iconografisch bewustzijn van de Oosterse Orthodoxie: Christus had immers ook een baard. (foto Michail Jevstafjev)

 De leefregels voor oosters-orthodoxen, orthodoxe joden en bijvoorbeeld bevindelijk gereformeerden lijken in een aantal opzichten veel op elkaar. Bij de meeste oudgelovigen zijn de oudtestamentische spijswetten grotendeels nog van kracht en oudgelovigen eten geen haas, konijn, paardenvlees of producten waarin bloed is verwerkt. Ook het nuttigen van ongewervelde dieren en ongeschubde vissen wordt in sommige kringen afgewezen. Overigens eet men wel varkensvlees.
Vrouwen worden geacht hun haar niet te knippen of te verven, ze dragen een rok en tijdens de kerkdienst is hun hoofd bedekt met een hoofddoek; andere hoofddeksels zijn niet toegestaan. Getrouwde vrouwen dragen onder hun hoofddoek een mutsje, een zg. povojnik, dat ze geacht worden ook thuis te dragen. Mannen hebben tijdens kerkdiensten en andere kerkelijke plechtigheden hun hoofd onbedekt. In oudgelovigenkringen is men sterk gekant tegen het roken van tabak. Veel oudgelovigen hebben geen televisie, maar wijzen moderne technologieën zoals internet niet af.

### Oudgelovigen als apart type mens
Gezien het feit dat oudgelovigen uitgesloten waren van publieke ambten en geen loopbaan konden krijgen in het ambtenarenapparaat of in het leger (met als uitzondering de kozakken) waren de oudgelovigen traditiegetrouw sterk vertegenwoordigd onder de ambachtslieden, de koopmansstand en onder de boeren. Door het constante leven met vervolgingen, discriminatie en de enorme druk van staatszijde om het oude geloof op te geven, wende het deel van het Russische volk dat zijn oude geloof wilde handhaven aan moeilijke levensomstandigheden en werden er sterke karakters gesmeed. Sommigen, onder wie Aleksandr Solzjenitsyn (1918 - 2008), zijn van mening dat de Russen die trouw wilden blijven aan het oude geloof van begin af aan een bijzonder slag mensen waren, die veel eigenschappen van het Russische karakter hadden behouden:
Lang is een bepaald Russisch karakter bewaard gebleven in het afgezonderde milieu van de oudgelovigen – hun kunt u noch bandeloosheid verwijten, noch ontucht, noch luiheid, noch onkunde om zich bezig te houden met industriële, agrarische of koopmanszaken, noch kunt u hun ongeletterdheid verwijten en laat staan onverschilligheid ten opzichte van spirituele kwesties.
De oudgelovigen vormden lange tijd een betrekkelijk gesloten sociale groep. Deze omstandigheid heeft ertoe geleid dat veel oude Russische tradities en gebruiken in hun milieu lang bewaard zijn gebleven, vooral onder de priesterlozen. In de Sovjetperiode waren oudgelovigen een populair onderzoeksobject voor folkloristen en etnografen.

## De huidige situatie

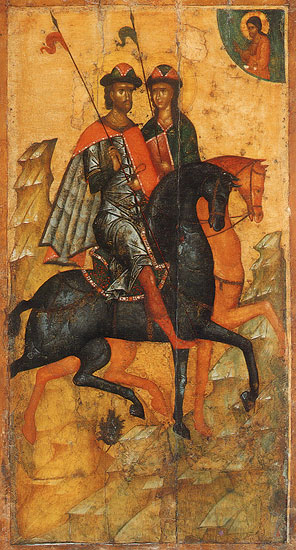
Boris en Gleb, de eerste Russische heiligen. Vroeg-14e-eeuwse icoon van de school van Moskou. De oudgelovigen erkennen alleen heiligen van voor het schisma van 1666-67. Oudgelovigen hebben eigen heiligen die van later tijd zijn.

De scheuring in de Russische Kerk als gevolg van eerdergenoemde kerkhervormingen wordt raskol genoemd (schisma of splijting in het Russisch) en bestaat tot op heden.
De oudgelovigen kregen niet minder te lijden van de bolsjewieken en hun militante antikerkelijke politiek dan andere kerken en geloofsgemeenschappen in de toenmalige Sovjet-Unie. In de jaren twintig en dertig van de 20e eeuw werden kerksluitingen, confiscaties, arrestaties, valse aanklachten, executies en dwangarbeid in kampen een algemeen verschijnsel. In het Rusland van na de revolutie en in het bijzonder na de invoering van een geleide planeconomie en de collectivisering van de landbouw is weinig van het oudgelovigendom behouden gebleven. Wat tijdens de vervolgingen onder het tsaristisch regime tegen de verdrukking in stand hield en zich zelfs kon ontplooien, was weerloos tegen de vernietiging van de Russische cultuur die plaatsgreep onder het sovjetbewind. Niet alleen zijn duizenden kerken en gebedshuizen verwoest, maar zijn hele sociale lagen van de Russische maatschappij, inclusief die waarop het oudgelovigendom steunde en waaruit het traditioneel zijn aanhang putte, vernietigd door zeventig jaar sovjetheerschappij. Vóór de revolutie waren er naar schatting vijftien miljoen oudgelovigen in Rusland, in het jaar 2000 bedroeg hun aantal ongeveer anderhalf miljoen.
In 1971 werd het anathema (kerkelijke vervloeking) herroepen door de Russisch-orthodoxe Kerk van het Patriarchaat Moskou en werden de oude rituelen en oude boeken gelijkwaardig aan de nieuwe verklaard en werd erkend dat ook deze heilvol zijn. Dit heeft niet geleid tot een substantiële toenadering tussen de orthodoxen "nieuwe stijl" en de oudgelovigen: ten eerste is het concilie van 1666-67 door de oudgelovigen nooit erkend en ten tweede is de stelling van gelijkwaardigheid tussen de oude en nieuwe riten en teksten onaanvaardbaar voor de oudgelovigen. In de Russisch-orthodoxe Kerk van het Patriarchaat Moskou blijft de houding ten opzichte van de oudgelovigen ambivalent: sommigen verwijten de oudgelovigen dat veranderingen in teksten en riten geen rechtvaardiging zijn om zich niet te voegen naar de beslissingen van de kerkelijke hiërarchie. Sinds het begin van de 21e eeuw zijn beide confessies evenwel gaan streven naar goede werkverhoudingen.

## Trivia
Tot in de 19e eeuw geloofden vele oudgelovigen in een verafgelegen, zuiver land, dat ze Belavodye (Witte wateren) noemden. Nikolaj Rjorich identificeerde dit 'mythische' land met Shambhala.

## Verwijzingen en beknopte bibliografie
In het Engels:
- Cherniavsky, M., The Reception of the Council of Florence in Moscow and Shevchenko I., Ideological Repercussions of the Council of Florence, Church History XXIV (1955), 147-157 and 291-323 (articles)
- Crummey, Robert O. The Old Believers & The World Of Antichrist; The Vyg Community & The Russian State, Wisconsin U.P., 1970
- Gill, T. The Council of Florence, Cambridge, 1959
- Scheffel, David. In the Shadow of Antichrist: The Old Believers of Alberta. Broadview Press, 1991
- Zenkovsky, Serge A. The ideology of the Denisov brothers, Harvard Slavic Studies, 1957. III, 49-66
- Zenkovsky, S.: The Old Believer Avvakum, Indiana Slavic Studies, 1956, I, 1-51
- Zenkovsky, Serge A.: Pan-Turkism and Islam in Russia, Harvard U.P., 1960 and 1967
- Zenkovsky, S.: The Russian Schism, Russian Review, 1957, XVI, 37-58

In het Russisch:
- Вургафт С.Г., Ушаков И.А. Старообрядчество. Лица, события, предметы и символы. Опыт энциклопедического словаря, Москва, 1996 / Vurgaft S.G., Ušakov I.A. Staroobrjadčestvo. Lica, sobytija, predmety i simvoly. Opyt ėnciklopedičeskogo slovarja, Moskva, 1996
- Голубинский Е.Е. История русской церкви, Москва, 1900 / Golubinskij E.E. "History of the Russian Church", Moscow, 1900
- Голубинский Е.Е. К нашей полемике со старообрядцами, ЧОИДР, 1905 / "Contribution to our polemics with Old believers", ČOIDR, 1905
- Дмитриевский А.А. Исправление книг при патриархе Никоне и последующих патриархах. Москва, «Языки славянской культуры», 2004 / Dmitrievskij A.A. The correction of books under Patriarch Nikon and Patriarchs after him. Moscow, "Jazyki slavjanskoj kul'tury", 2004
- Зеньковский С.А. Русское старообрядчество, Том I и II, Москва, 2006 (Russian, with a proverb in English) / Zenkovsky S.A. "Russia's Old Believers" Volumes I and II, Moscow, 2006
- Каптерев Н.Ф. Патриарх Никон и его противники в деле исправления церковных обрядов, Москва, 1913 / Kapterev N.F. "Patriarch Nikon and his opponents in the correction of church rituals", Moscow, 1913
- Каптерев Н.Ф. Характер отношений России к православному востоку в XVI и XVII вв., Москва, 1914 / Kapterev N.F. Character of the relationships between Russia and the orthodox East in the XVI and XVII cent., Moscow, 1914
- Карташов А.В. Очерки по истории русской церкви, Париж, 1959 / Kartašov A.V. "Outlines of the history of the Russian church", Paris, 1959
- Ключевский И.П. Сочинения, I – VIII, Москва, 1956-1959 / Ključevskij I.P. Works, I – VIII, Moscow, 1956-1959
- Кутузов Б.П. Церковная «реформа» XVII века, Москва, 2003 / Kutuzov B.P. "The church "reform" of the XVII century", Moscow, 2003
- Молитвенник. Издание старообрядческой архиепископии, Москва, 1985.
- Старообрядческий церковный календарь. Издание старообрядческой митрополии, Москва, 1992.